# 貪婪雅羅魚
貪婪雅羅魚（學名：Leuciscus vorax）為輻鰭魚綱鯉形目雅羅魚科的其中一種，分布於亞洲土耳其、伊拉克、敘利亞、伊朗的底格里斯河、幼發拉底河及奧龍特斯河流域，本魚體延長，下頷突出，尾鰭叉型，體背部鐵灰色，身體銀灰色，腹部銀白色，魚鰭淡紅色，體長可達102公分，體重可達10公斤，棲息在河川底中層水域，生活習性不明。